# Cebollita
La cebollita es un mineral de la clase de los silicatos. 

## Características
La cebollita es un silicato de fórmula química Ca5Al2(SiO4)3(OH)4. Fue aprobada como especie válida por la Asociación Mineralógica Internacional en 1914. Cristaliza en el sistema cristalino ortorrómbico. Su dureza en la escala de Mohs es 5. Es muy parecido a una vesuvianita muy hidratada y deficiente en silicio.
Según la clasificación de Nickel-Strunz, la cebollita pertenece a "09.BB - Estructuras de sorosilicats, grupos Si2O7, sin aniones no tetraédricos; cationes en coordinación tetraédrica [4] y mayor coordinación" junto con los siguientes minerales: oakermanita, gehlenita, gugiaïta, hardystonita, jeffreyita, okayamalita, alumoåkermanita, barilita, clinobarilita y andremeyerita.

## Formación y yacimientos
Es un mineral de baja temperatura formado por la alteración deuterina de la melilita o la plagioclasa. A menudo se encuentra en intercrecimientos con la natrolita. Fue descubierta cerca del pico Cebolla, de donde recibe su nombr, en el condado de Gunnison del estado de Colorado, en Estados Unidos. También ha sido descrita en el estado de California y en otros lugares del planeta como Canadá, Groenlandia, Lesoto, Nueva Zelanda, Rumania, Rusia, Sudáfrica e Irlanda del Norte.